# Бургр, Ярослав
Ярослав Бургр (7 марта 1906, Вельке-Приточно — 15 сентября 1986) — чехословацкий футболист, игравший на позиции защитника.

## Карьера
Играл сначала за «Крочехлави» а затем перешёл в «Спарту Прагу» в составе которой выступал на протяжении 20 лет. Завершал карьеру в «Банике».
За сборную Чехословакии играл на двух подряд чемпионатах мира: 1934 и 1938 годов. На первом его команда дошла до финала.

## Достижения
- Рекордсмен по количеству матчей в Кубке Митропы: 50 матчей